# مركز الدراسات والبحوث العلمية
مركز الدراسات والبحوث العلمية (بالفرنسية: Centre d'Etudes et de Recherches Scientifiques)‏ يختصر: (CERS) هي هيئة حكومية سورية تُعنَى بالبحث العلمي.
المركز مسؤول عن البحث والتطوير في المجالات الاقتصادية والاجتماعية والصناعية. ومن بين أمور أخرى، فهو مسؤل عن المعدات التكنولوجية في الجامعات في سوريا والوزارات الحكومية.
بينما تقدر مجلة Jains Magazine ووكالات الاستخبارات في جميع أنحاء العالم أن المركز مسؤول أيضًا عن البحث في تطوير وإنتاج صواريخ أرض، والأسلحة الكيميائية والبيولوجية والنووية. من الأمثلة تطوير وإنتاج صاروخ «إم-600» وهو النسخة السورية من فاتح 110 الإيراني. 

## التاريخ

### التأسيس
تأسس المركز في عام 1971 برئاسة عبد الله واثق شهيد وهو عالم فيزياء نووية حيث عمل عام 1967 وزيراً للتعليم العالي في سوريا. يُزعم أن المركز كان هيئة مدنية ولكن كان الهدف الرئيسي منه هو تطوير الأسلحة، ونتيجة لذلك أصبح المركز مسؤولاً في عام 1973 عن تطوير وتحسين أنظمة الأسلحة للجيش السوري.
في عام 1983، بتوجيه من مركز الدراسات والبحوث العلمية، تم إنشاء المعهد العالي للعلوم التطبيقية والتكنولوجيا - HIAST. وذلك لتدريب مهندسين في مجال العلوم لصالح مركز الدراسات والبحوث العلمية.
منذ تأسيس مركز الدراسات والبحوث العلمية، كان أحد المشاريع الرئيسية هو تطوير وإنتاج الأسلحة الكيميائية. وذكرت وسائل إعلام أن المركز لديه مصانع تعمل في مجال تطوير وإنتاج غاز السارين والـ في إكس (غاز أعصاب) وغاز الخردل في مدن دمشق وحماة وحمص وحلب واللاذقية. بالإضافة إلى ذلك، يشارك المركز أيضًا في تطوير أسلحة بيولوجية، ولا سيما الأسلحة القائمة على مادة الريسين التكسينية.  ويلاحظ أن جميع المنشآت التابعة للمركز هي في ظاهرها منشآت مدنية. وبحسب وكالات استخبارات غربية، فإن الخبرات والمعرفة المتعلقة بتطوير وإنتاج أسلحة كيماوية تم نقلها إلى المركز من مصادر روسية (سوفيتية).
في عام 1996، كشفت وكالة المخابرات المركزية الأمريكية أن مركز الدراسات والبحوث العلمية تلقى مكونات من جمهورية الصين الشعبية لإنتاج الصواريخ. وفي عام 2005، فرض الرئيس الأمريكي جورج دبليو بوش عقوبات على المركز وفي عام 2007 أيضًا على ثلاث شركات تابعة: HIAST ومعهد الإلكترونيات والمختبر الوطني للمعايرة والمعايرة (NSCL).
في 24 أبريل 2017، فرضت وزارة الخزانة الأمريكية عقوبات على 271 موظفًا في مركز الدراسات والبحوث العلمية في أعقاب الهجوم الكيميائي على خان شيخون. «هؤلاء الموظفون هم خبراء كيمياء ويعملون في برنامج بشار الأسد للأسلحة الكيماوية منذ عام 2012 على الأقل.» 

### الحرب الأهلية السورية
في آب 2013، وبحسب تقارير المخابرات الأمريكية، أعد المركز رؤوس حربية كيماوية لشن هجوم على المدنيين السوريين في إطار الحرب الأهلية السورية أسفرت عن مقتل وإصابة عشرات المدنيين. أفاد فريق تحقيق دولي عن العثور على بقايا غازات الأعصاب السارين وفي إكس (VX) في أحد مواقع مركز الدراسات والبحوث العلمية. هذا على الرغم من حقيقة أن الحكومة السورية أعلنت أنها نقلت جميع أسلحتها الكيماوية إلى منظمة حظر الأسلحة الكيميائية (OPCW) في إطار عملية تدمير الأسلحة الكيماوية التي تمت في عام 2013. 
ضربات ريف دمشق الجوية مايو 2013
يُنسب عدد من الهجمات التي تعرضت لها منشآت مركز الدراسات والبحوث العلمية إلى إسرائيل.
- في 31 كانون الثاني (يناير) 2013، تعرضت إحدى منشآت التنظيم في الجرمية بغارة جوية إسرائيلية مصممة لضرب أنظمة دفاع جوي التي نقلها إلى حزب الله.
- في 6 أيلول / سبتمبر 2017، تعرضت إحدى منشآت المركز في مصياف قرب مدينة حماة لغارة جوية إسرائيلية كانت تستهدف منشأة لإنتاج الصواريخ. وبحسب التقارير فإن المنشأة تنتج أسلحة كيماوية. [5]

في 14 نيسان 2018 هاجمت الولايات المتحدة وبريطانيا وفرنسا عددًا من الأهداف في سوريا ردًا على الهجوم الكيماوي على دوما. وخلال الهجوم المشترك تم تدمير منشآت المركز التي كانت تستخدم في تطوير وتخزين أسلحة كيماوية في برزة والجمرية وحمص. 
استمرت الهجمات الإسرائيلية على منشآت مركز الدراسات والبحوث العلمية رغم أن قوات الدفاع الجوي السوري حاولت منع عمليات القصف إلا أن العمليات تكللت بالنجاح.

## الهيكل التنظيمي

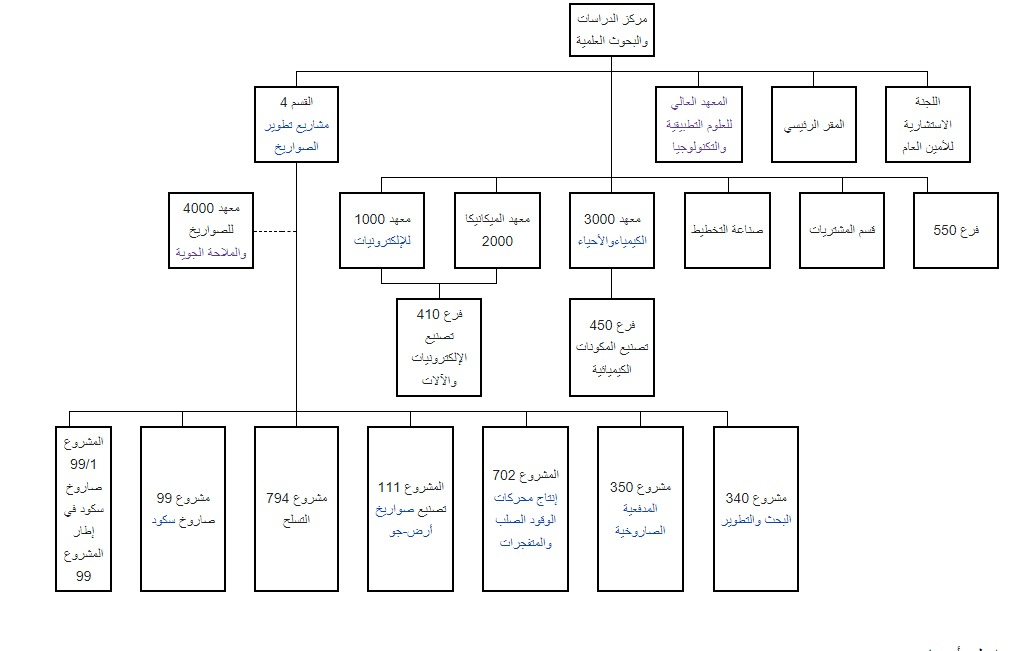
الهيكل التنظيمي لمركز الدراسات والبحوث العلمية

## الهيكل التنظيمي[8]
وفقًا لموظف سابق في المركز، اعتبارًا من عام 2015 يعمل في مركز الدراسات والبحوث العلمية حوالي 20 ألف موظف.

## روابط خارجية
- (بالإنجليزية) موقع NTI